# Меликян, Спиридон Аветисович
Спиридо́н Авети́сович Меликя́н (арм. Սպիրիդոն Ավետիսի Մելիքյան; 1880—1933) — советский музыковед, композитор, хормейстер, общественный деятель, фольклорист.
Заслуженный деятель искусств Армянской ССР (1933). Занимался историей и теорией армянской народной музыки.

## Биография
Родился 1 декабря 1880 года в Вагаршапате.
Окончил Геворкянскую духовную семинарию там же, был учеником Комитаса. В 1904—1908 годах учился в частной консерватории Р. Шмидта в Берлине, после чего преподавал пение в Шуши. В 1912 году основал в Тбилиси Армянское музыкальное общество, а в 1917 году — Армянское хоровое общество.
В 1909—1914 годах выступал как певец. В 1909—1921 годах был хормейстером в Тифлисской семинарии Нерсисян, а в 1921—1924 годах — хормейстером в Ереванских и Эчмиадзинских школах.
С 1924 года преподавал в Ереванской консерватории, с 1931 года был её директором. С 1925 года стал членом Института науки и искусства Армении.
Скончался 4 мая 1933 года в Ереване.
Сын — Грачия Меликян, композитор. Погиб в июле 1941 года в боях под Могилевым.

## Память
- В 2006 году была выпущена почтовая марка Армении, посвященная Меликяну.

## Награды
В 1933 году получил звание Заслуженного деятеля искусств Армянской ССР.

## Творчество
Записал более 1000 армянских народных песен, вошедшие в сборники «Ширакские песни» (1927—1928), «Армянские народные песни и танцы» (1949—1953). Написал детскую оперу «Братик-барашек» (1914), для хора и оркестра — легенду «Ахтамар» (1908) на слова Ованеса Туманяна, романсы на слова Аветика Исаакяна, О. Иоанисяна, хоровые и сольные обработки народных песен.
Также написал много литературных сочинений, в их числе: «Вопросы развития нашей музыки» (Тифлис, 1909), «Учебник по школьному пению» (Тифлис, 1912), «Греческое влияние на теорию армянской музыки» (Тифлис, 1914) «Гаммы армянской народной песни» (Ереван, 1932), «Анализ произведений Комитаса» (Ереван, 1932), «Музыкальная хрестоматия» (совм. с Александром Арутюняном и С. Гаспаряном, Ереван, 1933), «Очерк истории армянской музыки с древнейших времен до Октябрьской революции» (Ереван, 1935).